# 阿摩尼奧斯隕石坑
阿摩尼奧斯陨石坑（Ammonius）是月球正面位于托勒密环形山坑底的一座小撞击坑，约形成于32-11亿年前的爱拉托逊纪，其名称取古希腊新柏拉图派哲学家阿摩尼奧斯·赫尔米埃（Ammonius Hermiae，公元440年－公元520年），1976年被国际天文学联合会正式接受。

## 描述

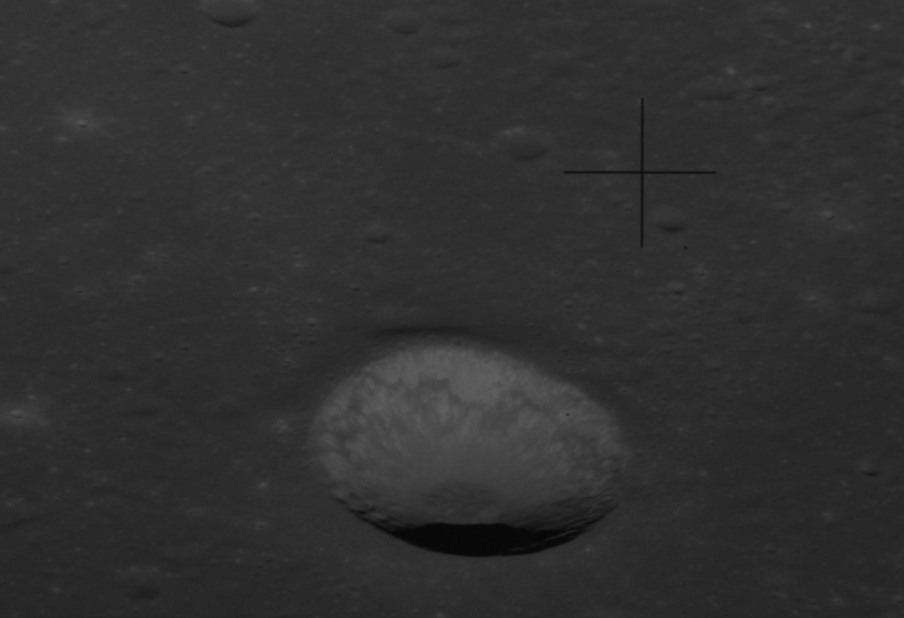
阿波罗14号拍摄的西向斜视图

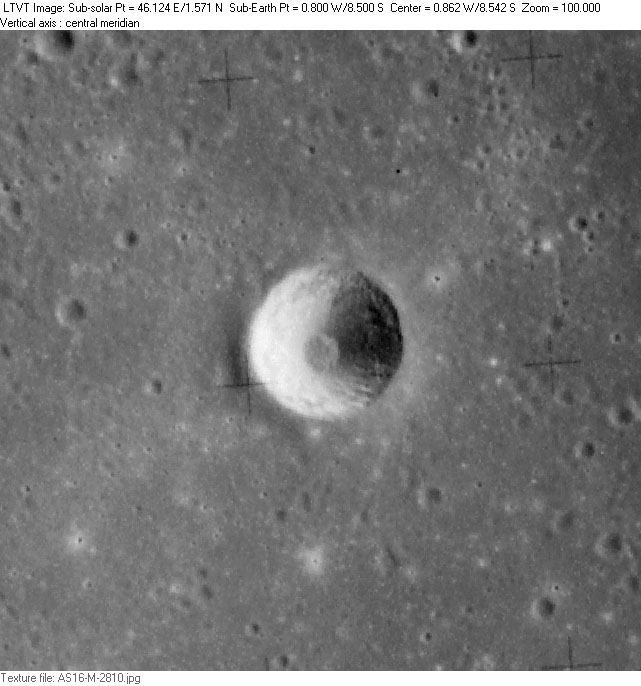
阿波罗16号拍摄的图像

该陨坑位于托勒密环形山坑底中心东北，西北偏北靠近赫歇尔陨石坑、东北偏北及东北偏东分别毗邻于尔登陨石坑和穆勒陨石坑，已磨损的阿尔巴塔尼环形山及克莱恩陨石坑位于它东南、西南偏南则坐落了更大、更古老的阿方索环形山。该陨坑中心月面坐标为8°31′S 0°50′W / 8.52°S 0.83°W，直径8.55公里，深约1.42公里。
阿摩尼阿斯陨石坑外观轮廓呈圆形状，坑壁最大高出周边地形320米，内部容积约25.00立方千米，形态特征隶属于BIO 型（以该类陨石坑的典型代表—毕奥陨石坑所命名）。
在托勒密环形山熔岩淹没的坑底北部有一座相对突出的"幽灵坑"-可辨识出一圈已被掩埋的以前陨坑的坑壁，其直径几乎是阿摩尼阿斯陨石坑的二倍，目前已被指名为卫星坑“托勒密 B”。
在1976年被国际天文学联合会正式命名前，该陨坑曾被称作卫星坑"托勒密 A"（所谓的卫星坑标记法：以所靠近的主坑名+字母来命名）。
阿摩尼阿斯陨石坑已被月球和行星观测协会(ALPO)列入《带有明亮射纹系统的撞击坑列表》及《内侧壁带有深色辐射纹的撞击坑列表》。

## 另请参阅
- Andersson, L. E.; Whitaker, E. A. . NASA RP-1097. 1982.
- Blue, Jennifer. . USGS. July 25, 2007  [2007-08-05]. （原始内容存档于2019-12-05）.
- Bussey, B.; Spudis, P. . New York: Cambridge University Press. 2004. ISBN 978-0-521-81528-4.
- Cocks, Elijah E.; Cocks, Josiah C. . Tudor Publishers. 1995. ISBN 978-0-936389-27-1.
- McDowell, Jonathan. . Jonathan's Space Report. July 15, 2007  [2007-10-24]. （原始内容存档于2019-06-21）.
- Menzel, D. H.; Minnaert, M.; Levin, B.; Dollfus, A.; Bell, B. . Space Science Reviews. 1971, 12 (2): 136–186. Bibcode:1971SSRv...12..136M. doi:10.1007/BF00171763.
- Moore, Patrick. . Sterling Publishing Co. 2001. ISBN 978-0-304-35469-6.
- Price, Fred W. . Cambridge University Press. 1988. ISBN 978-0-521-33500-3.
- Rükl, Antonín. . Kalmbach Books. 1990. ISBN 978-0-913135-17-4.
- Webb, Rev. T. W.  6th revised. Dover. 1962. ISBN 978-0-486-20917-3.
- Whitaker, Ewen A. . Cambridge University Press. 1999. ISBN 978-0-521-62248-6.
- Wlasuk, Peter T. . Springer. 2000. ISBN 978-1-85233-193-1.